# Секстетне перегрупування
Секстетне перегрупування (рос. секстетная перегруппировка, англ. carbonium-ion rearrangement) — перегрупування, що протікає через інтермедіат, корінний атом реакційного центра якого несе вільну орбіталь (тобто зовнішня оболонка його зайнята лише шістьма електронами, як у карбокатіонах, карбенах, нітренах, сульфенах), пр., перегрупування Вольфа, Гофмана, Лоссена, Шмідта та ін.